# Colp amb bastó
El colp amb bastó o l'assot amb vara és una forma de càstig corporal que consisteix en un nombre de colps amb un sol bastó en general fet de rotang (canya massissa o jonc d'Índies), generalment aplicats sobres les natges vestides o descobertes del delinqüent (vegeu colps a les natges) o en les mans (al palmell).

## Efectes
Els colps amb un rotang judicial gruixut de Singapur o Malàisia pot deixar cicatrius durant anys, en tot cas, on s'infligeixen un gran nombre de colps. Tanmateix, això no s'ha de confondre amb una colpejada ordinària amb un típic rotang lleuger (utilitzat a les llars per a castigar els nens), que tot i dolorós alhora, deixaria masegades roges només per uns dies.